# Mercato del Carmine
Il Mercato del Carmine, un tempo chiesa di Santa Maria del Carmine, è un edificio storico di Lucca, situato in centro, tra via del Carmine, via San Gregorio, via Antonio Mordini e piazza del Carmine. 

## Storia e descrizione

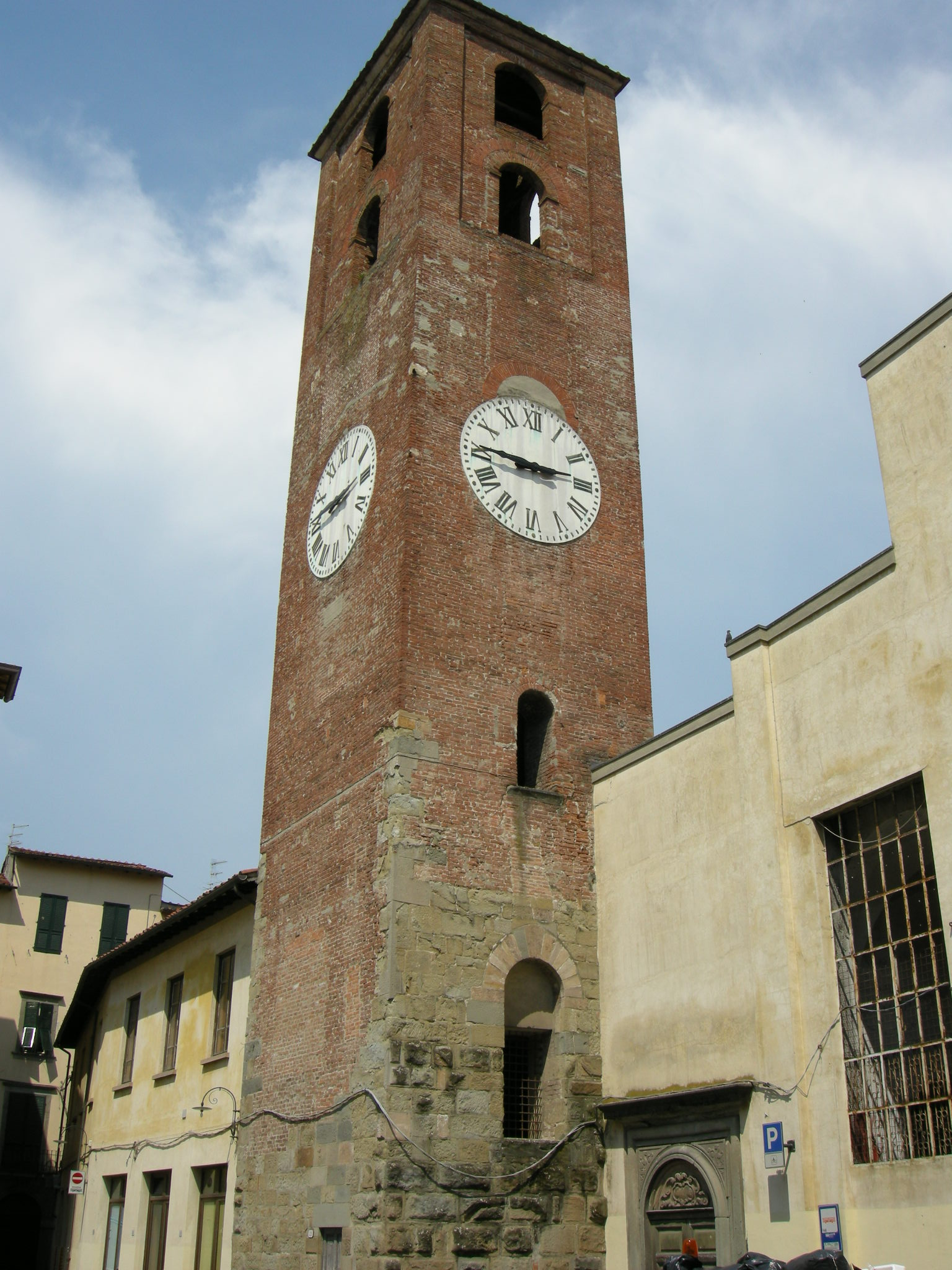
La torre campanaria

In precedenza l'area era occupata dalla chiesa di San Pier Cigoli, conosciuta anche come chiesa di Santa Maria del Carmine, con annesso convento dei frati carmelitani, di epoca rinascimentale.
Malgrado la trasformazione, sono perfettamente leggibili l'architettura interna e l'annesso chiostro dell'ex convento è in discrete condizioni di conservazione. La facciata venne rifatta per la nuova funzione nella prima metà del Novecento. Divenne la sede del mercato delle vettovaglie, che in precedenza era collocato nell'omonima piazza, oggi ribattezzata piazza dell'Anfiteatro. L'ex campanile della chiesa del Carmine è ora adibito a torre oraria.
La struttura coperta ospita al centro banchi per la vendita di frutta e verdura mentre nel perimetro, affacciati sulle vie limitrofe, sono collocati esercizi pubblici di vendita di articoli vari (macellerie, pescherie, alimentari, dolciumi).
Il Mercato è anche utilizzato per esposizioni di artigianato ed arte, concerti ed altre attività culturali. Nel 2009 era in corso un progetto di recupero.